# Hookeria striata
Hookeria striata là một loài Rêu trong họ Hookeriaceae. Loài này được (Schwägr.) Hampe mô tả khoa học đầu tiên năm 1853.